# 深谷松男
深谷 松男（ふかや まつお、1933年5月19日 - ）は、日本の法学者。専門は民法・家族法。金沢大学名誉教授。

## 略歴
1933年、福島県で生まれた。1952年、福島県立保原高等学校を卒業し、東北大学法学部に進学。中川善之助に師事し、1956年に卒業。
卒業後は、中川善之助を指導教授として東北大学法学部助手。1959年、金沢大学法文学部専任講師となり、民法を担当した。1967年、金沢大学法文学部助教授に昇格。1971年からは金沢大学大学院法学研究科助教授。1975年、金沢大学法文学部教授・同大学院法学研究科教授に昇格。1980年、学部再編に伴って以降は金沢大学法学部教授・同大学院法学研究科教授。1993年、金沢大学大学院社会環境科学研究科教授（家族法・人格権法担当）。1994年から1996年まで、金沢大学法学部長を務め、1997年から1999年まで、金沢大学大学院社会環境科学研究科長を務めた。1999年、金沢大学を定年退官し、名誉教授となった。
その後は、学校法人宮城学院第7代学院長に就任。2003年、仙台法経専門学校校長。2009年、学校法人宮城学院学院長を退任。2013年、仙台法経専門学校を退職。
委員・役員
- 金沢大学評議員(1986年～1999年)

## 受賞・栄典
- 2012年4月：瑞宝中綬章を受章[3]。

## 著作
著書
- 『親族法(法律学ハンドブック)』共著、青林書院 1957
- 『判例による民法入門(家族法)』共著、青林書院新社 1972
- 『口語戸籍法』共著、自由国民社 1973
- 『現代家族法大系』(全5巻) 共編、有斐閣 1979-1980
- 『民法入門』共著、青林書院新社 1981
  - 再版 1998年(第3版)
- 『現代家族法』青林書院新社 1983
  - 再版 2001年(第4版）
- 『脳の死人の死』共著、日常出版 1991
- 『信託された教育：キリスト教学校の現場で考える』キリスト新聞社出版事業部 2003
- 『新・教育基本法を考える』日本キリスト教団出版局 2007
- 『キリスト教学校と建学の精神』日本キリスト教団出版局 2009
- 『日本基督教団 教憲教規釈義』全国連合長老会出版委員会 2015